# Treasury Bill (Kater)
Treasury Bill war der erste Chief Mouser to the Cabinet Office.
Er diente unter Premierminister Ramsay MacDonald und unter dem Schatzkanzler Philip Snowden, 1. Viscount Snowden. Letzterem brachte er eine Gehaltserhöhung ein, obwohl er nie offiziell zum Mäusejäger des Kabinetts ernannt wurde.